# خيتون (لباس)
الخيتون هو نوع من الغلالات يُثبَّت عند الكتف، يرتديه الرجال والنساء في اليونان القديمة وروما. هناك نوعان من الخيتون. الأول هو الخيتون الدوري والثاني هو الخيتون الأيوني. وفقاً لهيرودوت، كانت الأسطورة الشائعة هي أن النساء الأثينيات بدأن بارتداء الخيتون بدلاً من الببلوس بعد أن طعنت عدة نساء رسولاً حتى الموت بالدبابيس البرونزية المميزة للببلوس.

## التسمية
كلمة خيتون مأخوذة من اللغة السامية الوسطى، من كلمة كتان.

## معرض صور

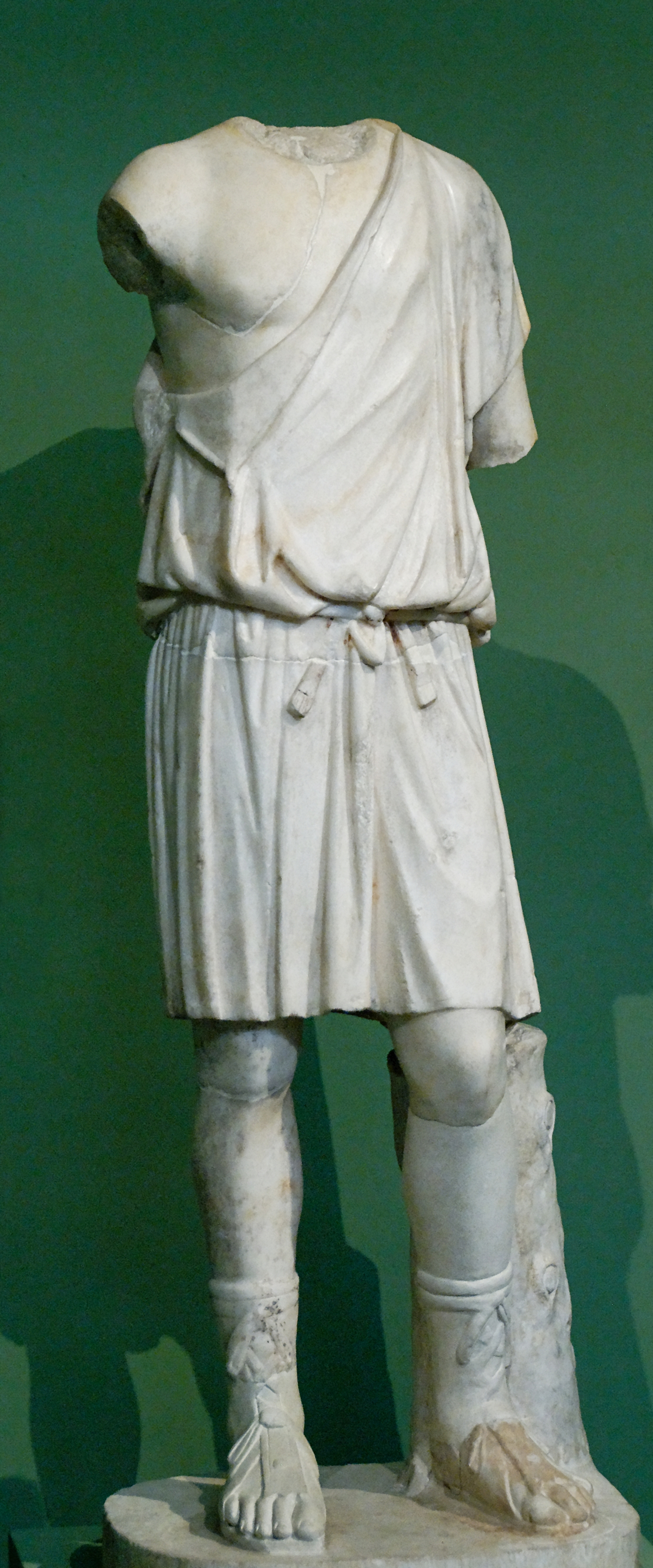
تمثال بخيتون قصير.
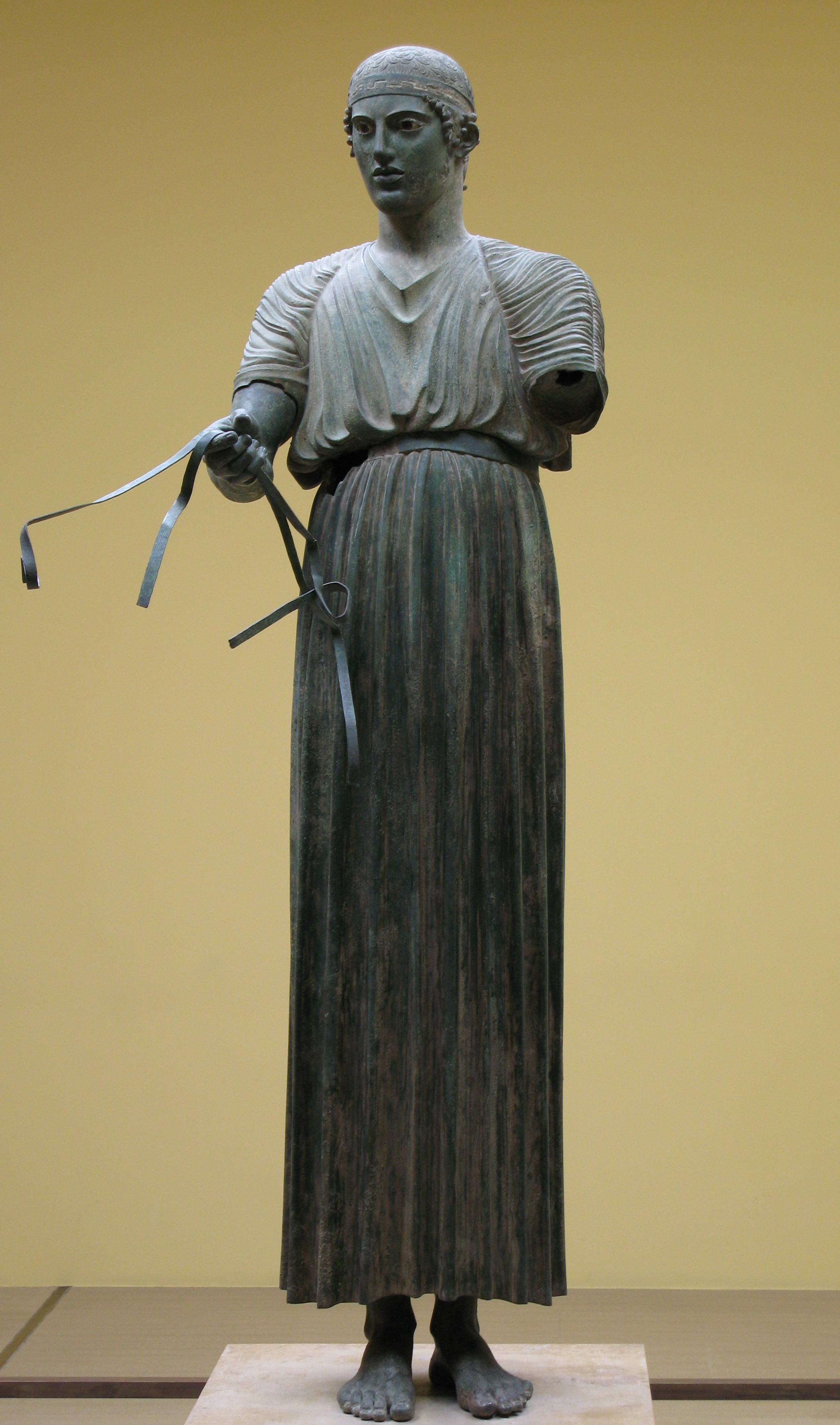
سائق عربة مرتدياً خيتوناً أيونياً.

## طالع المزيد
- توجة

## روابط خارجية
- Greek Dress